# Aladino Valoti
Aladino Valoti (Alzano Lombardo, 9 gennaio 1966) è un dirigente sportivo ed ex calciatore italiano, di ruolo centrocampista.

## Biografia
Il fratello Paolo è un ex ciclista professionista, mentre suo figlio Mattia è anch'egli un calciatore.

## Caratteristiche tecniche
Impiegato in gioventù come centrocampista offensivo, spesso a supporto degli attaccanti, nel corso degli anni ha arretrato il suo raggio d'azione e modificato i suoi compiti, riconvertendosi a mediano di contenimento.

## Carriera

### Giocatore
Cresciuto nell'Atalanta, disputa la sua prima stagione in prima squadra nel Piacenza, nel campionato di Serie C1 1984-1985. Nella formazione piacentina si impone da titolare nel ruolo di esterno destro, disputando 33 partite con 4 reti e sfiorando la promozione in Serie B, persa allo spareggio contro il Lanerossi Vicenza. Terminato il prestito, torna a Bergamo per una stagione, nella quale esordisce in Serie A e colleziona in tutto 9 partite. Negli anni successivi viene ceduto in comproprietà nelle serie inferiori: milita nel Parma (agli ordini di Arrigo Sacchi) in Serie B, nella SPAL in Serie C1 e nella Sambenedettese, di nuovo in Serie B. Tornato all'Atalanta, viene ceduto definitivamente al Brescia, sempre nella serie cadetta, rimanendovi per due stagioni.
Nel 1991 passa al Vicenza, dove rimane per tre campionati ottenendo la promozione in Serie B nella stagione 1992-1993. In seguito si trasferisce all'Hellas Verona, dove lavora con Bortolo Mutti nella stagione 1994-1995; rimane in forza agli scaligeri fino al 1996 (ottenendo in quell'anno la promozione in Serie A), quando veste per la seconda volta la maglia del Piacenza, allenato proprio da Mutti. Con gli emiliani torna a giocare in Serie A a distanza di dieci anni dalla sua ultima apparizione, contribuendo con 27 presenze e una rete (contro il Milan) alla salvezza, arrivata dopo lo spareggio contro il Cagliari.
Dopo un'ultima stagione nella massima serie, ancora con il Piacenza, scende definitivamente nelle serie inferiori. Nel 1998 passa alla Lucchese, in Serie B, con cui retrocede in Serie C1, e nell'ottobre 1999 si trasferisce al Cosenza, sempre nella serie cadetta e ancora agli ordini di Mutti, che lo ritiene un importante uomo-spogliatoio. Il tecnico bergamasco lo porta con sé anche al Palermo, neopromosso in Serie B nel 2001: rimane in Sicilia per una stagione, l'ultima nella serie cadetta, contribuendo con 24 presenze al piazzamento di centroclassifica dei rosanero. Chiude la carriera con altre due stagioni al Sud (al Crotone e al Martina, entrambe in Serie C1) e una nella Nuova Albano, squadra bergamasca di Serie D, con cui disputa il suo ultimo campionato a 39 anni.

### Dirigente
Ritiratosi dall'attività agonistica, è diventato il direttore sportivo dell'AlbinoLeffe. Il 6 luglio 2016, dopo 12 anni, lascia l'incarico e il 5 gennaio successivo diventa direttore sportivo del Cosenza Calcio. L'8 giugno 2017 si dimette per motivi personali.
Il 29 giugno 2017 firma un triennale con il Südtirol.
Il 28 febbraio 2018 approda al Palermo, squadra in cui ha militato da calciatore nella stagione 2001-2002, in Serie B come nuovo Direttore Sportivo, andando a sostituire Fabio Lupo. Il 9 luglio viene sollevato dall'incarico contestualmente al ritorno nella società rosanero di Rino Foschi. Dal 5 agosto 2020 al 29 ottobre 2020 è direttore sportivo della primavera del Napoli.
Il 1º luglio 2021 ritorna dopo 5 anni all'Albinoleffe come direttore sportivo. Il 15 giugno 2023 lascia il club.

## Palmarès
- Campionato italiano di Serie B: 1

Atalanta: 1983-1984